# Stenocercus roseiventris
Stenocercus roseiventris är en ödleart som beskrevs av  D’orbigny in DUMÉRIL och BIBRON 1837. Stenocercus roseiventris ingår i släktet Stenocercus och familjen Tropiduridae. Inga underarter finns listade i Catalogue of Life.